# Theatre of Tragedy
Theatre of Tragedy was een Noorse band. Theatre of Tragedy bestond vanaf 1992 en maakte in het begin van hun carrière gothic en doommetal. Op latere albums werden steeds meer electrogeluiden aan de muziek toegevoegd en verdwenen de metalinvloeden naar de achtergrond. Op de eerste paar albums waren de teksten nog in plechtig, ouderwets Engels, maar vanaf Musique werd in gewoon modern Engels gezongen. In 2010 stopten de bandleden om meer tijd te kunnen besteden aan hun werk en familie.

## Discografie
- Demo 1994 (1994, demo)
- Theatre of Tragedy (1995, album)
- Der Tanz der Schatten (1996, single)
- Velvet Darkness they fear (1996, album)
- A Rose for the Dead (1997, mini-cd)
- Aegis (1998, album)
- Cassandra (1998, single)
- Virago (1999, single)
- Image (2000, single)
- Musique (2000, album)
- Inperspective (2000, mini-cd)
- Machine (2001, single)
- Closure Live (2001, live-cd)
- Universal Race (2002, compilatie-cd)
- Let You Down (2002, single)
- Assembly (2002, album)
- Envision (2002, single)
- Superdrive (2002, single)
- Fragments (2005, compilatie-cd)
- Storm (2006, single)
- Storm (2006, album)
- Deadland (2009, single)
- Forever Is The World (2009, album)
- Addenda (2010, mini-cd)
- Last Curtain Call (2011, live-cd)

## Bandleden
Leden ten tijde van het uit elkaar gaan in 2010:
- Raymond István Rohonyi – zang (1993–2010)
- Nell Sigland – zang (2004–2010)
- Frank Claussen – gitaar (1997–2010)
- Vegard K. Thorsen – gitaar (1999–2010)
- Lorentz Aspen – keyboard (1993–2010)
- Hein Frode Hansen – drums (1993–2010)

Voormalige leden:
- Liv Kristine Espenæs Krull – zang (1993–2003)
- Tommy Lindal – gitaar (1993–1997)
- Tommy Olsson – gitaar (1997–1999)
- Geir Flikkeid – gitaar (1995–1997)
- Pål Bjåstad – gitaar (1993–1995)
- Eirik T. Saltrø – basgitaar (1993–2000)

Toerende leden:
- Bjørnar Landa – gitaar (2006)
- Erik Torp – basgitaar (2010)